# 坐床

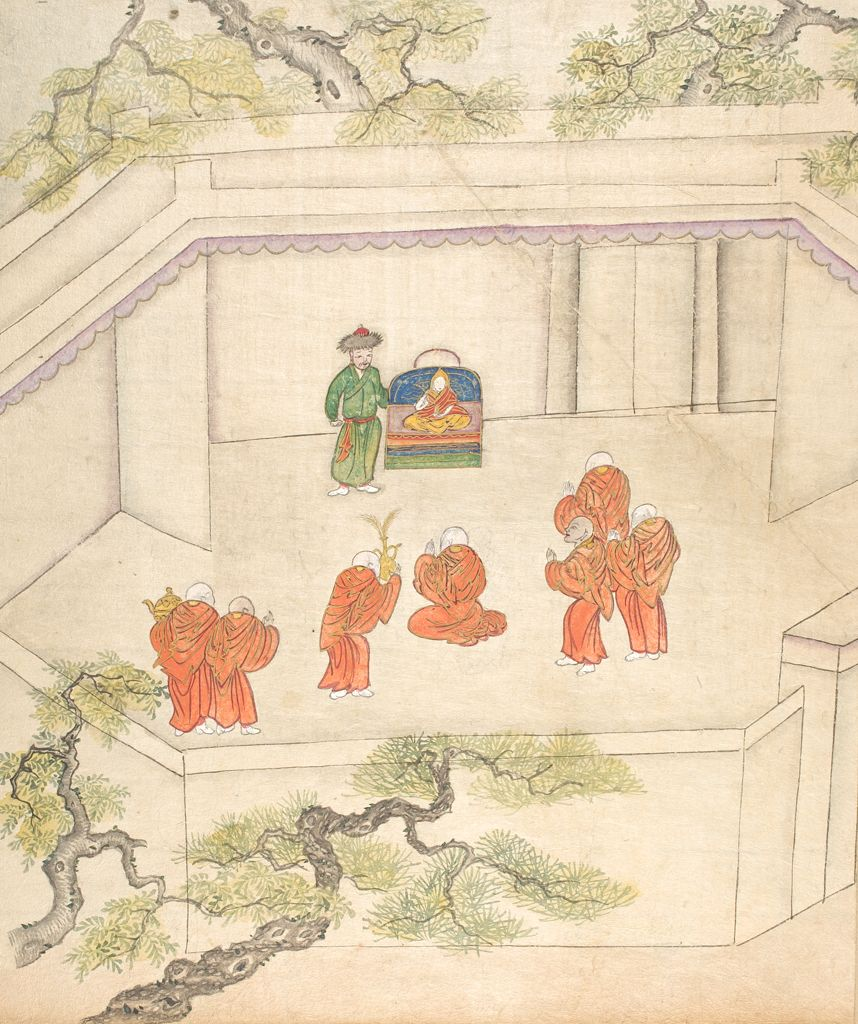
九世达赖喇嘛坐床

坐床是藏传佛教寺院中的重大宗教仪式，是活佛傳承過程中，轉世者由轉世靈童正式繼任活佛並改稱活佛名號的必要儀式。
坐床的主要内容是恭敬藏传佛教历代教派祖师以及松赞干布、唐朝文成公主、莲花生、白郎木女神。礼仪上，先由活佛、转世灵童向释迦牟尼像、松赞干布和宗喀巴等各教派传承祖师献哈达。身穿黄色法衣的达赖喇嘛，乘坐黄色来到拉萨，达赖喇嘛在大昭寺向释迦牟尼像、松赞干布、唐朝文成公主、莲花生、白郎木女神的塑像献哈达，并念《成就四业经》。念毕，在布达拉宫的日光殿上，达赖喇嘛与驻藏大臣交换哈达，并向驻藏大使赠送佛像、礼品等。接着即在日光殿上举行坐床礼仪庆祝大会。
坐床典禮是藏傳佛教的傳統法規，當小活佛被尋訪並確定其身份後，要進行隆重莊嚴的坐床儀式。「坐床」是指用來坐的床，只能坐而不能臥。故在佛典中的床與座，往往可以通用。坐床典禮根據活佛的地位各不相同，可以分為大、中、小。在確定「轉世靈童」之後，要將「轉世靈童」迎接到寺院，這時稱為「轉世靈童」，在舉行了坐床典禮以後，就不再稱為「轉世靈童」，而稱活佛的名號，如達賴喇嘛、班禪額爾德尼等。